# João Tranquillo Beraldo
João Tranquillo Beraldo ComMM (Araras, 7 de julho de 1951) é um general-de-brigada da reserva do Exército Brasileiro.
Graduou-se aspirante-a-oficial de artilharia em 1973, na Academia Militar das Agulhas Negras. Como tenente e capitão serviu no 12º Grupo de Artilharia de Campanha (Jundiaí), no 2º Grupo de Artilharia Antiaérea (Osasco), no 2º Grupo de Artilharia de Campanha Autopropulsado (Regimento Deodoro) (Itu) e foi instrutor do Curso de Artilharia da Escola de Aperfeiçoamento de Oficiais.
No posto de Major, após realizar o curso da Escola de Comando e Estado-Maior do Exército (ECEME), no Rio de Janeiro, serviu na 3ª Brigada de Infantaria Motorizada, à época situada em Goiânia. Como tenente-coronel, foi instrutor da ECEME e trabalhou no Centro de Comunicação Social do Exército, em Brasília.
No posto de coronel, comandou o 2º Grupo de Artilharia de Campanha Autopropulsado, cursou a Escola Superior de Guerra e serviu no Ministério da Defesa. Em seguida, foi observador militar da Organização das Nações Unidas no Timor-Leste. Retornando ao Brasil, foi Subchefe do Centro de Comunicação Social do Exército.
Como oficial-general, foi comandante da 14ª Brigada de Infantaria Motorizada em Florianópolis e diretor da Diretoria do Patrimônio Histórico e Cultural do Exército, passando para a reserva em março de 2008.
Admitido à Ordem do Mérito Militar em 1996 no grau de Cavaleiro, foi promovido a Oficial em 2002 e a Comendador em 2004.
Em 11 de Janeiro de 2013, foi nomeado Secretário Municipal de Segurança Pública e Defesa Civil, na Cidade de Araras, a qual permaneceu até 31 de dezembro de 2016.